# Zanclognatha lituralis
Zanclognatha lituralis là một loài bướm đêm thuộc họ Noctuidae. Nó được tìm thấy ở Wisconsin tới Nova Scotia, phía nam đến Florida và Texas.
Sải cánh dài khoảng 21 mm. Con trưởng thành bay từ tháng 5 đến tháng 8. There is one generation ở phía bắc và ít nhấ một thế hệ thứ hai từng phần từ Ohio và Connecticut về phía nam.
Ấu trùng ăn detritus, bao gồm lá cây chết.